# Georgia Moffett
Georgia Moffett (Londen, 25 december 1984) is een Brits actrice. Ze is bekend van rollen in The Bill, Doctor Who, Spooks: Code 9 en Casualty.

## Carrière
Georgia Moffett verscheen in 1999 voor het eerst op televisie, met een gastrol in vier afleveringen van Peak Practice. Een jaar later werkte ze mee aan een hoorspel, Red Dawn, gebaseerd op de serie Doctor Who; de stem van The Doctor werd ingesproken door Moffetts vader Peter Davison, die tussen 1981 en 1984 diezelfde rol speelde in de televisieserie. In 2001 werd Moffett gecast voor haar eerste grote terugkerende gastrol, namelijk die van Abigail "Abi" Nixon in The Bill. Tussen 2002 en 2005 zou ze regelmatig in de serie verschijnen. Naast The Bill verscheen Moffett in series als Casualty, The Last Detective en My Family. In Fear, Stress & Anger speelde ze een hoofdrol, opnieuw naast haar vader. Daarnaast speelde ze in enkele televisiefilms.
Moffett had in 2005 auditie gedaan voor de rol van Rose Tyler in Doctor Who, uiteindelijk gespeeld door Billie Piper. Later deed ze auditie voor een kleine gastrol in de aflevering The Unicorn and the Wasp van dezelfde serie, maar ook deze rol kreeg ze niet. De producenten van de serie waren echter wel onder de indruk en besloten om haar te laten auditeren voor de rol van Jenny, de dochter van de tiende incarnatie van The Doctor (David Tennant). Hoewel het maar een eenmalige verschijning betrof, werd het karakter goed ontvangen; Moffett heeft aangegeven dat ze een terugkeer best ziet zitten.
In 2007 maakte Moffett haar debuut in het theater als Mathilde Verlaine, de vrouw van de Franse dichter Paul Verlaine, in het stuk Total Eclipse. In 2008 kreeg ze een hoofdrol in de spin off van Spooks. Spooks: Code 9 bestond uit zes afleveringen van vijftig minuten en had, naast de gewone televisie-uitzending, ook activiteit op internet, vaak simultaan met de uitzending. De serie werd echter slecht ontvangen door publiek en critici en, hoewel een groot deel van de cast heeft aangegeven te willen meewerken, is het onduidelijk of er een tweede seizoen komt.
In 2009 keerde ze – na een afwezigheid van zo'n vierenhalf jaar – eenmalig terug naar The Bill, ter gelegenheid van het vertrek van DI Samantha Nixon (Lisa Maxwell). Daarnaast kreeg ze een rol toebedeeld in Casualty; haar personage werd echter na twee afleveringen gedood. Tevens zal ze haar stem lenen aan het personage Cassie Rice in Dreamland, een geanimeerde mini-serie van Doctor Who. In september 2009 werd ze in kostuum gezien op de set van de BBC-serie Merlin; ze vertolkt in één aflevering de rol van Lady Vivian.

## Persoonlijk
Georgia Elizabeth Moffett werd op 25 december 1984 geboren in het Queen Charlotte's Hospital in het westen van Londen, als enig kind uit het huwelijk tussen Peter Davison en Sandra Dickinson. Ze werd geboren op de dag voor het zesjarig huwelijk van haar ouders. Haar ouders scheidden in 1994, maar ze heeft nog goed contact met zowel haar vader als haar moeder. Ze heeft nog twee halfbroers, Louis en Joel.
Moffett zat vanaf haar dertiende op de St. Edward's School, een kostschool in Oxford. In maart 2002 schonk ze het leven aan een zoon, Tyler Peter Moffett. Op dat moment was Moffett zeventien jaar oud en wordt ze dus gezien als tienermoeder. Ze heeft nog contact met Ty's vader, maar hij bemoeit zich niet met de opvoeding. Dit in tegenstelling tot Adam Paul Harvey, met wie Moffett een relatie had; het koppel ging in 2006 uit elkaar, maar Harvey zorgt nog steeds voor Tyler. In maart 2011 schonk ze het leven aan een dochter, Olive. Op 30 december 2011 heeft zij het jawoord gegeven aan David Tennant. Van 2006-2011 woonden zij en Tyler in Twickenham. In januari 2011 trok ze in bij David Tennant, in Chiswick, waar ze momenteel wonen.

## Overzicht
| Radio & CD-Audio Drama | Radio & CD-Audio Drama             | Radio & CD-Audio Drama         | Radio & CD-Audio Drama                     |
| Jaar                   | Productie                          | Rol                            | Opmerkingen                                |
| ---------------------- | ---------------------------------- | ------------------------------ | ------------------------------------------ |
| 2000                   | Doctor Who: Red Dawn               | Tanya Webster                  |                                            |
| 2008                   | Doctor Who: Snowglobe 7            | Verteller                      | Luisterboek                                |
| Film                   |                                    |                                |                                            |
| Jaar                   | Productie                          | Rol                            | Opmerkingen                                |
| 2004                   | The Second Quest                   | Sandra Biggs                   | Televisiefilm                              |
| 2005                   | Tom Brown's Schooldays             | Sally                          | Televisiefilm                              |
| 2005                   | Like Father Like Son               | Morag Tait                     | Televisiefilm                              |
| 2009                   | Marple: Why Didn't They Ask Evans? | Lady Frances "Frankie" Derwent | Televisiefilm                              |
| Televisie              |                                    |                                |                                            |
| Jaar                   | Productie                          | Rol                            | Opmerkingen                                |
| 1999                   | Peak Practice                      | Nicki Davey                    | Vier afleveringen                          |
| 2002–2005              | The Bill                           | Abigail Jane "Abi" Nixon       | Nevenrol                                   |
| 2004                   | Holby City                         | Emma Lenton                    | Afl. 7.09, A Good Day to Bury Bad News     |
| 2004–2005              | Where the Heart is                 | Alice Harding                  | Negen afleveringen                         |
| 2007                   | Fear, Stress & Anger               | Chloe Chadwick                 |                                            |
| 2007                   | Bonkers                            | Debbie Hooper                  | Vier afleveringen                          |
| 2007                   | Casualty                           | Elaine Walker                  | Afl. 21.34, Lost in the Rough              |
| 2007                   | The Last Detective                 | Tanya                          | Afl. 4.01, Once Upon a Time on the Westway |
| 2008                   | My Family                          | Penny Bishop                   | Afl. 8.02, Let's Not Be Heisty             |
| 2008                   | Doctor Who                         | Jenny                          | Afl. 4.06, The Doctor's Daughter           |
| 2008                   | Spooks: Code 9                     | Kylie Roman                    |                                            |
| 2009                   | The Bill                           | Abigail Nixon                  | Gastrol                                    |
| 2009                   | Casualty                           | Heather Whitefield             | Afl. 24.01 & 24.02                         |
| 2009                   | Doctor Who: Dreamland              | Cassie Rice                    | Nasynchronisatie                           |
| 2009                   | Merlin                             | Lady Vivian                    | Afl. 2.10, Sweet Dreams                    |
| 2011                   | White Van Man                      | Emma Keeley                    | hoofdrol                                   |